# Gaoga
Gaoga est une localité située dans le département de Boulsa de la province du Namentenga dans la région Centre-Nord au Burkina Faso. 

## Géographie
Gaoga est situé à 12,5 km au nord-est du centre de Boulsa, le chef-lieu du département et de la province. Le village est traversé par la route régionale 2 reliant Boulsa à Piéla dans la province voisine de la Gnagna.

## Éducation et santé
Le centre de soins le plus proche de Gaoga est le centre médical avec antenne chirurgicale (CMA) de la province à Boulsa.
Gaoga possède une école primaire publique.